# Vajdácska, Borsod-Abaúj-Zemplén
Vajdácska este un sat în districtul Sárospatak, județul Borsod-Abaúj-Zemplén, Ungaria, având o populație de 1.396 de locuitori (2011). 

## Demografie
Componența etnică a satului Vajdácska
     Maghiari (87,53%)
     Romi (12,15%)
     Germani (0,32%)
Componența confesională a satului Vajdácska
     Reformați (27,72%)
     Romano-catolici (21,92%)
     Greco-catolici (19,56%)
     Fără religie (1,93%)
     Necunoscută (28,87%)
     Alte religii (0,86%)
Conform recensământului din 2011, satul Vajdácska avea 1.396 de locuitori. Din punct de vedere etnic, majoritatea locuitorilor (87,53%) erau maghiari, cu o minoritate de romi (12,15%). Nu există o religie majoritară, locuitorii fiind reformați (27,72%), romano-catolici (21,92%), greco-catolici (19,56%) și persoane fără religie (1,93%). Pentru 28,87% din locuitori nu este cunoscută apartenența confesională.